# Австралія в Першій світовій війні
Австралія (на час початку світового конфлікту офіційна назва Австралія) — домініон Британської імперії, перебуваючи формально в її складі, автоматично опинився в стані війни з Центральними державами, через те, що питання зовнішньої політики Австралії залишалися у сфері ведення британського уряду. 5 серпня 1914 року австралійський прем'єр-міністр Джозеф Кук оголосив

| «якщо Імперія вступає у війну, значить й Австралія також битиметься у війні» Оригінальний текст (англ.) «...when the Empire is at war, so also is Australia.» |
Австралійська спільнота щиро підтримала початок «Великої війни», значна чисельність населення країни записалася добровольцями для відправлення на фронт, де билися війська Британської корони. Австралія взяла найактивнішу участь у веденні військових дій на боці Антанти на деяких театрах воєнних дій Першої світової війни.
Перша кампанія, в якій билися австралійські солдати було захоплення Німецької Нової Гвінеї у вересні 1914 року і сусідніх з нею островів в архіпелазі Бісмарка силами Австралійського флотського і армійського експедиційного корпусу. 12 вересня був окупований Рабаул — адміністративний центр німецького протекторату. У листопаді 1914 Королівський ВМФ Австралії взяв участь у морському бою — знищенні німецького рейдера «Емден» легким крейсером «Сідней».
У листопаді 1914 року, знов сформовані Перші Австралійські імперські сили відбули з континенту через Індійський океан до Єгипту, де на початковій фазі їх застосовували для охорони Суецького каналу. На початку 1915 року, значна частка австралійських військ брала участь в амфібійній операції з висадки морського десанту на півострів Галліполі. З австралійських та новозеландських компонентів був утворений АНЗАК, який 25 квітня 1915 висадився на османський берег, й протягом 8-ми місяців разом з британськими, французькими та іншими союзними військами вів запеклі бойові дії за контроль над протоками Босфор та Дарданелли.
Однак, Галліполійська кампанія не увінчалася успіхом, союзники надаремно спробували прорвати оборону османських військ, але цілі так й не досягли. Зазнавши серйозних втрат у живій силі, вони відступили до Єгипту. Понад 8 тисяч австралійців загинули під час цієї операції і ще 18 тисяч були поранені. Це були наймасовіші людські втрати в австралійській армії за усю історію її існування.
Після відступу з Галліпольського півострову австралійські піхотні частини були посилені й спрямовані на Західний фронт до Франції. Тут в 1916 і 1917 вони брали участь у масових штурмах ліній німецької оборони. У боях на Європейському континенті австралійські війська билися на Соммі, у третій Іпрській битві, наступі Нівеля, зокрема у битві біля Арраса, а пізніше протистояли німецькому Весняному наступу. 4 липня 1918 австралійці показали свої найкращі результати за цю війну в ході битви при Ам'єні. З 8 серпня вони взяли участь у серії рішучих наступів під час 100-денного наступу союзних армій, що тривали до капітуляції Німеччини 11 листопада того ж року.
З 1916 року австралійці брали участь в Близькосхідній кампанії, обороняли Суецький канал і звільняли Синайський півострів. У наступні роки австралійські та інші війська союзників почали наступ в Палестину і захопили Газу і Єрусалим. До 1918 вони захопили Ліван і Сирію.
Основна маса австралійських військ билася у складі сухопутних військ, військово-морські сили брали незначну участь в операціях в Атлантиці, у Північному, Адріатичному та Чорному морях, а також на Тихому та Індійському океанах. Військово-повітряний компонент з'явився в лавах ЗС саме за часів світової війни й бився на Західному і Близькосхідному фронтах світової війни.

## Участь у бойових діях

### Початок війни

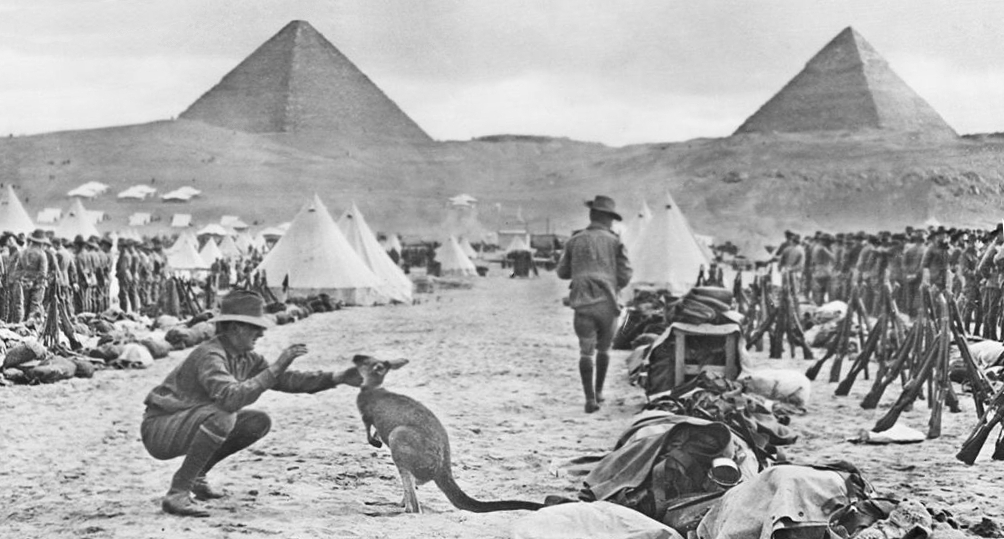
Австралійські війська в таборі Мена поблизу Каїру в Єгипті. Грудень 1914 (Багато австралійців привезли з собою кенгуру та інших австралійських тварин до Єгипту; деякі згодом потрапили до Каїрського зоопарку, коли війська попрямували на Галліполі

5 серпня 1914 року, наступного дня після проголошення війни метрополією, австрійський уряд уособлений прем'єр-міністром Джозефом Куком оголосив про вступ домініону до війни на боці Антанти. Історично обумовлений тісний військово-політичний союз з метрополією і безумовна підтримка заходів англійського уряду були основою зовнішньополітичного курсу Австралійського Союзу. Тому початок війни в Австралії, як і в інших країнах, що перебували під британською короною, населення та правлячі кола зустріли з ентузіазмом. В Австралії почали підготовку військ, щоб відправити їх до Європи, до центру воєнних дій. 6 серпня британський уряд запросив від австралійської влади якомога скорішого направлення свого компоненту до району бойових дій. До 20 серпня більше 10 тисяч чоловіків добровільно записалися в армію, а до кінця року 52 561 австралієць приєднався до Збройних сил країни. Але тільки до кінця жовтня війська Австралійського флотського і армійського експедиційного корпусу були готові до відправлення до Європи.
У вересні 1914 щойно обраний від Лейбористської партії Австралії прем'єр-міністр Ендрю Фішер оголосив:

| «Якщо трапиться найгірше…, Австралія буде підтримувати свою матоньку-країну, допомагаючи та захищаючи її до останнього чоловіка та шилінга Австралії.» Оригінальний текст (англ.) [«Should the worst happen ...", Australia would "...rally to the Mother Country ... to help and defend her to our last man and our last shilling.»[2]] Помилка: [undefined] Помилка: {{Lang}}: немає тексту (допомога): текст вже має курсивний шрифт (допомога) |
Першою військовою операцією, проведеною австралійськими військами, стала окупація тихоокеанських островів, що були німецькими колоніями на північному заході острову Нова Гвінея та довколишніх островах. Основні події мали місце на островах Яп (Каролінські острови), Науру й Нова Британія. 12 вересня був окупований Рабаул — адміністративний центр німецького протекторату Німецька Нова Гвінея. Потенційна загроза та основна база дислокації Східно-Азійської крейсерської ескадри Німеччини на Тихому океані була ліквідована. Формально німецькі війська склали зброю 17 вересня.
Загальні військові втрати Австралії були легкі і включали в себе шість загиблих під час бойових дій, а також загадкове зникнення підводного човна AE1 з командою з 35 осіб 14 вересня 1914 року поблизу Рабаула.
Перші Австралійські імперські сили розпочали формування від початку війни й складалися з 1-ї австралійської дивізії 3-х бригадного складу та 1-ї легкої кінної бригади. Але по ходу збройного конфлікту чисельність австралійських збройних сил зростала. Незабаром була сформована 4-та бригада до 1-ї дивізії та 2-га й 3-тя легкі кінні бригади. А всього Австралія сформувала 5 повноцінних піхотних дивізій (6-та дивізія не встигла завершити комплектування на території Британських островів), дві спішені кінні дивізії та декілька окремих частин інших родів військ.
Попервах процес мобілізації до лав австралійської армії був дуже жорсткий й можливо найприскіпливиший серед усіх армій світу за часів Першої світової війни. За офіційними даними близько 30% особового складу були комісовані через медичні проблеми. Вік для військовиків встановлювався від 18 до 35 років; зріст — не нижче 168 см, об'єм грудей — не менше за 86 см. Але з часом таки жорсткі критерії добору на фоні війни, що затягнулася, були значно знижені. Варто відмітити, що й рівень втрат серед першої хвилі мобілізації був найвищим, з 32 000 солдатів Перших Австралійських імперських сил до кінця війни вижило тільки 7 000 чоловік.

### Галліполійська кампанія
1 листопада 1914 року 1-ша австралійська дивізія відбула конвоєм з 10 транспортних суден з порту Олбані у Західній Австралії під ескортом британських, австралійських та японських бойових кораблів. Через загрозу німецьких рейдерів, що полювали в Індійському океані, перехід конвою декілька разів переносився, й австралійські частини змушені були чекати на Цейлоні. Проте, 9 листопада 1914 року, під час десанту на британський телеграфний пункт на одному з Кокосових островів, німецький рейдер SMS «Емден» був перехоплений австралійським легким крейсером «Сідней» і в морському бою біля островів був знищений.

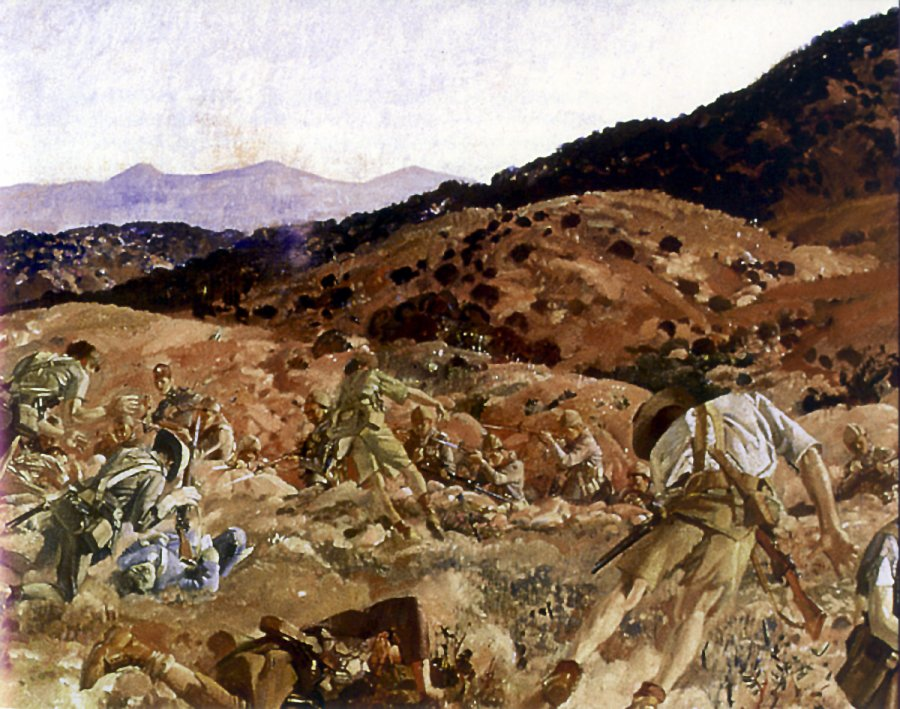
Картина Дж. Ламберта «Атака 3-ї легкої кінної бригади у пішому строю на турецькі позиції під час битви на Галліполі». Битва за Нек. 7 серпня 1915.

Після ліквідації загрози конвой вирушив до Африки, і у другій половині листопада австралійські війська прибули до Єгипту, здійснили марш до Каїру, й незабаром розпочали обороняти Суецький канал від турецьких військ, що вступили у війну 29 жовтня 1914 року. Через низку бойову активність, австралійське командування більшу частину присвятило бойовій підготовці військ, сподіваючись, що незабаром їх формування перекинуть до Європейського континенту. Невдовзі усі австралійські та новозеландські підрозділи об'єднали у АНЗАК — Австралійський і новозеландський армійський корпус під командуванням генерал-лейтенанта Вільяма Бердвуда.
АНЗАК перебував в Єгипті до січня 1915 року, готуючись до перекидання у Францію, коли вище британське командування погодилося з пропозиціями Першого лорда Адміралтейства В.Черчілля про висадку морського десанту на турецький півострів Галліполі й визначило основною ударною силою сил вторгнення саме австралійські та новозеландські війська. Пізніше чисельність британських, індійських та французьких військ перевищила сили країн-домініонів. Основною метою цієї операції визначалося відкриття чергового фронту проти Центральних держав, захоплення Дарданелл та Босфору й відповідне поліпшення судноплавства з Російською імперією. Для організації взаємодії з усіх військ вторгнення були створені Середземноморські експедиційні сили на чолі з британським генералом сером Яном Гамільтоном.
25 квітня 1915 року війська Британії, Франції та АНЗАК висадилися на півострові, кожний на окремому плацдармі. Генерал Бріджес командував 1-ю австралійської дивізією. Австралійці і новозеландці дерлися на берег бухти Анзак (відтоді вона отримала таку назву) і штурмували її прямовисні схили. Зустрівши опір турків, що оборонялися, вони окопалися і відбили всі спроби вибити їх звідти, але й самі ж не змогли захопити панівні висоти, попри численні атаки.
У перші дні кампанії австралійці разом з іншими союзниками спробували прорвати турецькі позиції. Проте, кожного разу турки одночасно намагалися вибити війська противника з півострова. Спроби обох сторін закінчилися нічим. Патова ситуація, що встановилася на цьому фронті, трималася до кінця 1915 року.
Після восьми місяців безрезультатних спроб вийти з глухого куту, союзне командування ухвалило рішення евакуювати усі війська з півострову. Розпочинаючи з 7 грудня австралійці відводили потай війська з лінії зіткнення сторін й одночасно вдавалися до багатоступеневої кампанії до введення противника в оману. Щоб обдурити ворога, союзники припиняли будь-яку активність на передовій й тримали режим повної тиші. Заінтриговані турки вилазили зі своїх окопів та повзли до ворожих позицій, коли австралійці в притул відкривали вогонь. Поступово чисельність союзних військ зменшувалася, й щоб обманути османську армію, війська Антанти пішли на хитрий трюк. Поздовж позицій намертво кріпилися гвинтівки, до спускових гачків яких прив'язувалася мотузка, що була прикріплена до ємності під воду. Коли вода поступово наповнювала ємність, мотузка тягнула за гачок, лунав постріл. Під прикриттям таких нехитромудрих пристосувань союзники приховано відвели усі свої війська з турецького плацдарму. 19 і 20 грудня були проведені найчисельніші етапи евакуації, і за іронією долі, союзники евакуювалися без жодної втрати.
Галліполійська кампанія закінчилася безславно для союзних військ. Жодна з визначених цілей не була досягнута, більш того, через відверто погане планування та керівництво операцією, австралійці разом з іншими військами зазнали колосальних втрат. До речі, зазнані втрати були не тільки, й не стільки результатом бойових зіткнень, як-то поганої санітарної обстановки та гігієни на передовій, що призвело до жахливих захворювань та смерті багатьох вояків. Австралійці втратили в цілому 26 111 чоловік, серед яких 8411 військовий був вбитий або помер від ран чи хвороби. Під час Галліпольської операції також загинув і перший їх командир — генерал Бріджес. Через кілька тижнів після початку операції він був убитий кулею турецького снайпера. Військові втрати британців становили 120 000 військовиків, французів — 27 000, новозеландців — 7571 чоловіка.
Для австралійців і новозеландців Галліпольська кампанія стала важливою віхою у становленні обох держав, як незалежних суб'єктів світової арени і розвинула почуття національної ідентичності. Величезні втрати найкращих синів цих країн у наслідок бездарного та некомпетентного керівництва британськими офіцерами й генералами стали серед іншого одними з головних факторів, які посилили прагнення Австралії й Нової Зеландії до більшої самостійності та недовірі й скептицизму до британської військової еліти. Дата початку висадки — 25 квітня — відома для Австралії та Нової Зеландії, як День АНЗАК, в який тисячі людей збираються біля пам'ятників не тільки в обох країнах, а й в Туреччині, для вшанування пам'яті загиблих солдатів.

### Синайсько-Палестинська кампанія
Після відступу з османського півострову, австралійські війська повернулися до Єгипту, де зазнали значної реорганізації та доукомплектування особовим складом. Розгорталися 3-тя, 4-та та 5-та піхотні дивізії, а також спішена кінна дивізія АНЗАК. З березня 1916 піхотні частини перекидалися до Франції, водночас кінні підрозділи лишилися на єгипетській землі та змагалися з османською армією та повстанцями Сенуссі. Спішене кінне формування також залишилося на території Близького Сходу й взяло участь у всіх найзначніших битвах та боях на цьому театрі воєнних дій.

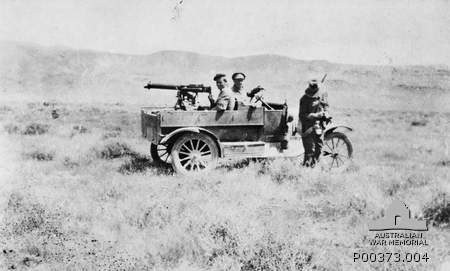
Австралійський бронеавтомобіль Ford Model T з монтованою кулеметною установкою, що діяли під час Синайсько-Палестинської кампанії

Наприкінці листопада 1915 року зведене формування військ Британської імперії, до якого увійшли австралійські війська — Західні прикордонні сили («Western Frontier Force») під командуванням майор-генерала Британської індійської армії Александера Воллеса виступило до Лівійської пустелі до Мерса-Матрух, де протистояло протурецькому повстанню арабських ісламістів, так званому повстанню Сенуссі. Австралійські кінні підрозділи билися в Лівії, на півдні Єгипту в низов'ях Нілу протягом зими 1915—1916 років. У цих боях вперше австралійська армія застосовувала свій бронемоторизований підрозділ, який після боїв у Північній Африці був перекинутий до Палестини.
3-5 серпня 1916 року на Синайському півострові поблизу єгипетського міста Романі за 37 км східніше від Суецького каналу сталася одна з найсерйозніших битв Синайсько-Палестинської кампанії. Об'єднані британсько-австралійські війська Єгипетських експедиційних сил генерала А. Мюррея розгромили османсько-німецький експедиційний корпус генерала Ф. фон Крессенштайна й тим самим поклали край спробам Центральних держав прорватися до стратегічно важливого Суецького каналу. Союзники втратили 1202 особи, зокрема 222 загиблими, 71 — померли від ран, 909 — пораненими; половину від цих втрат становили австралійські військовики.

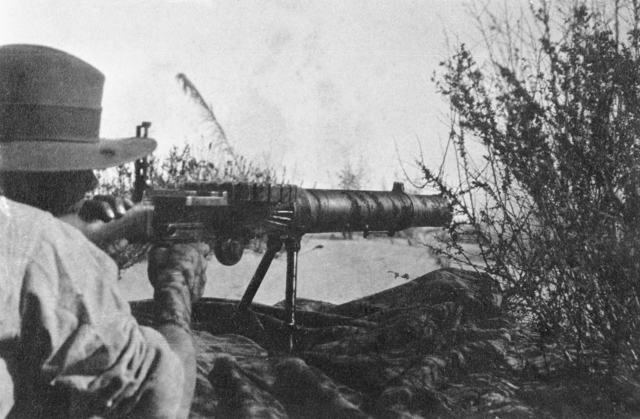
Австралійський кулеметник веде вогонь з кулемета Льюїс у бою біля Магдгаба

Надалі австралійські спішені та кінні формування переслідували турецько-німецького противника, що відступив з Синаю до Палестини. 23 грудня 1916 спішена кінна дивізія АНЗАК за підтримки кінних підрозділів у бою біля Магдгаба розгромила турецькі формування, що тримали оборону на заздалегідь підготовлених рубежах й чинили запеклий опір.
Через два з половиною тижні в нічному раптовому бою біля Рафа австралійські та новозеландські війська оточили й розгромили зверхні турецькі сили. У завершальній під час Синайської кампанії битві союзники опанували місто, 2000 гарнізон османської армії втративши 200 чоловік загиблими, капітулював у повному складі.
Після остаточного розгрому турецьких військ на Синайському півострові британські сили перейшли в наступ, темпи якого залежали від швидкості будівництва залізничних шляхів сполучення, що простягалися від Суецького каналу вглиб півострову. 26 березня 1917 війська британської корони справили невдалу спробу захопити Газу, але у битві що розгорнулася, турецькі війська перемогли Єгипетські експедиційні сили генерала А.Мюррея. Британські війська відступили й 19 квітня здійснили другу спробу захопити місто. Однак, й цього разу 4-та османська армія відстояла Газу й завдала серйозної поразки союзним військам. Австралійські частини грали невирішальну роль у цій битві, тому мали незначні втрати; з 5917 загиблих та поранених тільки 105 були громадянами Австралії.
Союзні війська тим часом піддавалися реорганізації та нарощували свій потенціал. Імперська спішена кінна дивізія з червня 1917 року стала Австралійською спішеною кінною дивізією, а австралійський генерал-лейтенант Гаррі Шавель став першим у збройних силах Австралії командиром корпусу — зведеного Пустельного спішеного корпусу, який мав 2 австралійські спішені дивізії, британську дивізію йоменрів, імперську корпусну бригаду верблюдів й окремі підрозділи.
З 31 жовтня до 7 листопада тривала третя битва за Газу, одна з найзапекліших битв у Близькосхідній кампанії. Зосередивши значну кількість військ, союзники, що мали британські, австралійські, новозеландські, індійські, французькі та італійські компоненти, під командуванням британського генерала Е.Алленбі спромоглися нарешті прорвати оборонні рубежі османської армії, розгромити основні сили ворога біля Беер-Шеву та захопити Газу. Рештки військ противника відступили вглиб Палестини.
У подальшому австралійські війська разом з іншими союзниками допомагали розгромити турецькі війська в Палестині і брали участь у боях за хребет Мурхар, Єрусалим та Набу-Самвіл. Австралійські солдати були першими, хто увійшов до Єрусалиму в грудні 1917 року.
Весною 1918 року, австралійські та новозеландські спішені частини разом з британською піхотою здійснили низку рейдів на схід від річки Йордан в напрямку Амману. Й хоча результат був мізеровий, це змусило турків повірити, що противник проводить розвідку боєм майбутнього напрямку основного удару та перегрупувати частку власних сил на трансйорданський напрямок. Тим часом, основні сили британських військ готувалися до масштабного наступу поздовж узбережжя Середземного моря.
У вирішальній та останній кампанії у вересні 1918 року, основна маса австралійських частин брала участь у битві при Мегіддо. Серед тих, що билися були дві австралійські спішені кінні дивізії, 1-й легкий бронеавтомобільний патрульний загін та 1-ша ескадрилья Австралійського повітряного корпусу. У запеклій битві британські військ вщент розгромили турецько-німецькі з'єднання, тільки в полон було захоплено близько 70 000 солдатів турецької армії. Вершники зведеного Пустельного спішеного корпусу атакували крізь Голанські висоти колону німецьких та турецьких вояків, що намагалися відступити з-під Дамаску. Легка кіннота практично знищила голову 20 000 колони противника й на плечах ворога першою увірвалася до Дамаску 1 жовтня 1918 року. 25 жовтня австралійці захопили Алеппо. Турецький уряд запросив перемир'я 28 жовтня 1918 й незабаром воєнні дії на Близькому Сході припинилися.
Після завершення бойових дій австралійські війська відступили до табору поблизу Триполі, звідки поверталися на Батьківщину.

### Західний фронт
У березні 1916 піхотні частини Австралії були спрямовані з Єгипту до Європи на Західний фронт. Спочатку їх реорганізували у 1-й корпус АНЗАК та 2-й корпус АНЗАК, а також новозеландську дивізію, однак з 1 листопада 1917 року усі австралійські частини об'єднали в Австралійський корпус.
Першою на землю Франції висадилася 2-га австралійська дивізія, слідом прибула 1-ша, а 4-та та 5-та дивізії прибули у червні 1916 року. 3-тя австралійська дивізія, що була сформована в Австралії у березні 1916 року, спочатку у липні 1916 попрямувала до Англії для проходження курсу підготовки та тренувань, а до Франції прибула лише в грудні того ж року.
Однак, найпершою австралійською частиною, що прибула до Європейського театру війни у жовтні 1914 р., був Австралійський добровольчий госпіталь, який формувався фахівцями-медиками австралійського громадянства. Медичний заклад працював у Вімере до жовтня 1916 року, доки не увійшов до складу медичної служби Британської армії. Восени 1914 у складі австралійської армії вперше були сформовані мототранспортні роти, які нараховували близько 200 одиниць автомобільного транспорту. Цей компонент відбув з Мельбурну до Єгипту ще 22 грудня 1914 р., а до Британії прибули 15 лютого 1915 року. Нарешті у липні 1915 їх перекинули морем до Франції.
27 лютого 1916 до Франції також прибула інша австралійська військова частина — 1-ша бригада облогової артилерії Австралії, яка формувалася ще з червня 1915 року на Батьківщині. 54-та облогова батарея мала на озброєнні 203-мм гаубиці BL 8-inch Mk I, а 55-та батарея — 233,7-мм гаубиці BL 9.2-inch Mark II.

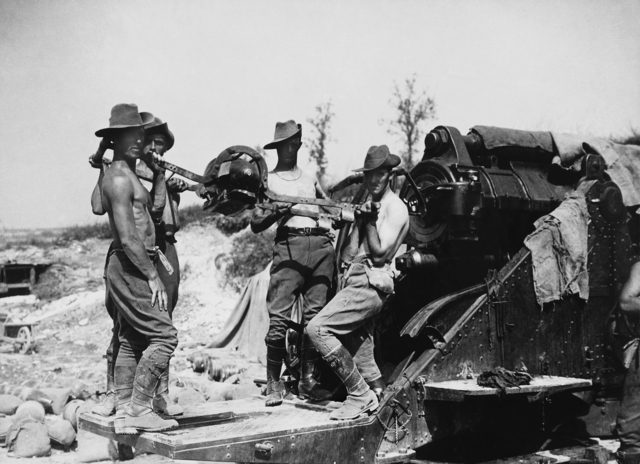
Австралійські артилеристи заряджають 233,7-мм гаубицю BL 9.2-inch Mark II

7 квітня 1916 1-й корпус АНЗАК прибув у район призначення, де перейшов до оборони відносно спокійної ділянку фронту південніше Армантьєр.

#### Битва на Соммі
1 липня 1916 з початком грандіозної битві на річці Сомма, австралійські частини перебували у резерві й тому не зазнали важких втрат першого дня союзного наступу. Однак, протягом 3 тижнів солдати чотирьох дивізій брали найактивнішу участь у боях першої стадії наступальної операції. Першою у битву вступила 5-та австралійська дивізія, що билася біля Фромель на лівому фланзі виступу. Тільки за 19 липня дивізія зазнала військовими втратами 5533 чоловіка.
23 липня до битви підключилася 1-ша дивізія, котру кинули на прорив німецької оборони поблизу Позьєр. Спочатку австралійці здобули цілковитий успіх, подолавши з відносно незначними втратами першу смугу оборони противника, проте, зібравшись із силами під прикриттям інтенсивного артилерійського вогню, німцям вдалося відновити втрачені позиції. 27 липня у прорив кинули 2-гу австралійську дивізію, першого ж дня вона втратила 5286 чоловік загиблими та пораненими. Через два дні дивізія поринула у наступну спробу потужним ударом проломити німецьку оборону, але кайзерівські війська своєчасно викрили підготовчі заходи ворога та накрили їх артилерійським вогнем й зустріли кулеметним вогнем впритул, спричинивши величезних втрат серед особового складу. 4 серпня 1916 р. австралійці знову здійснили відчайдушну спробу прорватися й їм це нарешті вдалося. Але через втрату майже 7800 військовиків з'єднання було визнане знекровленим й його наступного дня відвели в тилову зону.
Через декілька днів після битви біля Позьєр, усі австралійські дивізії взяли участь у наступній фазі наступальної операції — бою за ферму Мокет. Основною задачею 1-го корпусу АНЗАК було прорив оборонного рубежу німецької імперської армії позаду населеного пункту Тьєпваль, північніше за Позьєр й вихід на оперативний простір. 10 серпня 1916 у першому ешелоні ударного угруповання австралійської армії пішла 4-та дивізія, котра до того ж вже мала значний некомплект через попередні бої, а потрапивши на ділянці прориву на вузьку та затиснуту ділянку, опинилася у пастці. На дивізію АНЗАК німці обрушили усю свою міць, протягом першого дня з'єднання втратило декілька тисяч чоловік, й не змогло просуватися далі. Австралійці протягом наступних трьох тижнів здійснили ще три несамовиті спроби завдати потужного удару та вирватися із загрозливих рубежів, проте, німці не дали ним такої можливості. Втративши 6300 військовиків, австралійський корпус зупинився на мінімальних здобутих позиціях.
Незабаром на заміну ним прибув Канадський корпус, що ротирував їх на зайнятих позиціях. За 45 днів боїв на Соммі австралійський компонент втратив практично 23 000 чоловік. 5-та дивізія мала таки втрати, що її відвели на повну реорганізацію та переформування. На фронт поблизу Флер до решти дивізій вона повернулася тільки у жовтні 1916 року.

#### Битва біля Арраса (1917)
У період з 9 квітня по 16 травня 1917 року британці провели другу битву біля Арраса, котра стала найголовнішим наступом об'єднаних британських військ у світовій війні; армії практично усіх британських колоній та метрополії (британських, канадських, австралійських, новозеландських, південно-африканських та ньюфаундлендських військ) намагалися прорвати глибокоешелоновану оборону супротивника поблизу французького міста Аррас. Місто та час проведення масштабної наступальної операції диктувалися спільним планом з французами, які, у свою чергу, планували одночасний великий наступ під проводом французького генерала Р.Нівеля на височину Шемен-де-Дам, на північний захід від Реймса.
11 квітня 4-та австралійська дивізія атакувала лінію Гіндербурга у першій битві біля Бюллекур. Через затримки з початком наступу, німці встигли доладно підготуватися до відбиття ворожої атаки. Бій закінчився повним розгромом союзних військ, 3000 становили вбитими та пораненими, ще 1 700 потрапили до німецького полону.
15 квітня 1-ша та 2-га австралійські дивізії потрапили під найпотужніший контрудар кайзерівських військ під Ланьїкур. Зосередивши 23 батальйони на ділянці прориву німці завдали удар такої сили, що австралійцям довелося стрімко тикати з містечка, кинувши напризволяще власні артилерійські батареї. Однак, швидко отямившись, вони зібралися з силами й рано-вранці провели раптову контратаку, цього разу вибивши німців з Ланьїкура й відбивши свої гармати назад.
3 травня 1917 2-га дивізія перейшла у наступ та у другій битві за Бюллекур захопила вигідні рубежі на лінії Гінденбурга й стримувала спроби німецьких військ вибити їх звідси. Достатньо протримавшись, з'єднання було змінене 1-ю дивізією. У цілому битва завершилася перемогою британських військ, проте втрати були колосальні. Тільки австралійці зазнали військових втрат на 7 482 чоловіка; подальші плани щодо розгортання 6-ї дивізії у складі корпусу були скасовані.

#### Битва при Мессені (1917)
7 червня 1917, 2-й корпус АНЗАК (3-тя та 4-та австралійські, 25-та британська та новозеландська дивізії) разом з ще двома британськими армійськими корпусами розпочали чергову наступальну операцію у Фландрії на півдні Бельгії, поблизу міста Мессен. Основним завданням операції було ліквідація німецького виступу, що утворився південніше за Іпр, й загрожував оборонним позиціям британських військ.
Наступу передував найпотужніший одночасний підрив 450 000 кг вибухівки, що була заздалегідь закладена у шурфи 19 тунелів, що британці потай прокопали до німецьких передових позицій. Вибухом колосальної сили, вогневі позиції та траншеї німців були знищені вщент й у прорив поринули союзні війська. Приголомшені та деморалізовані німці практично не чинили опору, й австралійцям вдалося доволі легко опанувати перший рубіж оборони ворога. Однак, не усе проходило так гладенько, 3-тя дивізія підпала під немилосердний вогонь артилерії німців, які до того застосували хімічну зброю — по союзникам вівся вогонь боєприпасами з фосгеном, але з'єднання перейшло за сигналом в атаку й виконало визначену задачу. Наступного дня, кайзерівські війська здійснили під прикриттям артилерійського вогню контратакувати противника, попри це, ударне угруповання союзних військ змогло подолати дезорганізований опір німців та захопити усі об'єкти під час наступу.
Під час цієї операції австралійські війська зазнали серйозних втрат, що становили 6800 чоловік.

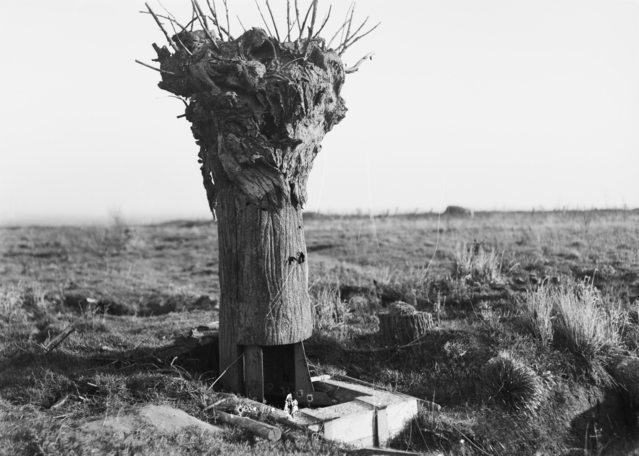
Спостережний пост австралійських розвідників замаскований під стовбур дерева на передовій. Битва при Мессені. 2 грудня 1917

#### Битва біля Пашендейле

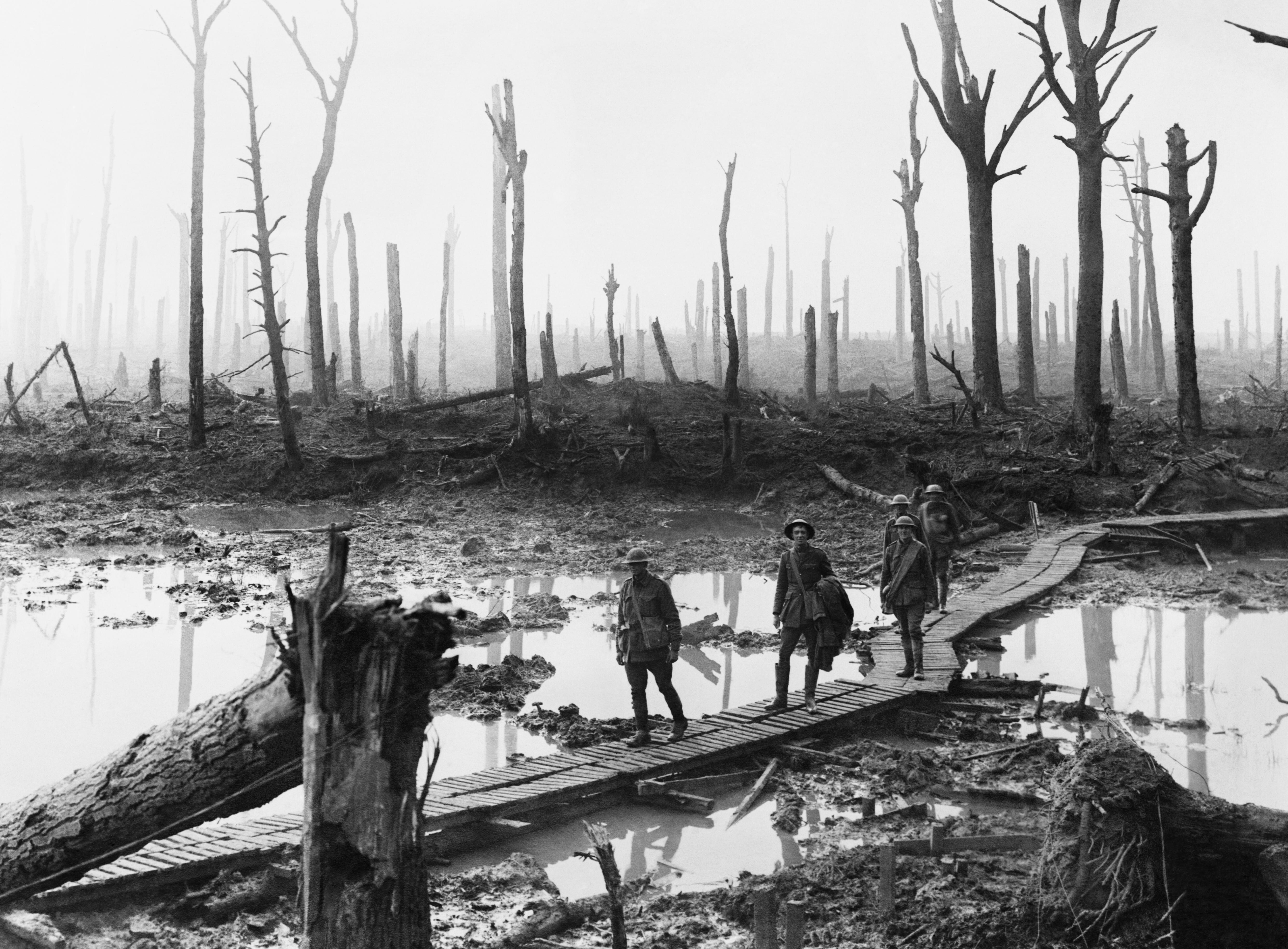
Австралійські солдати 4-ї дивізії поблизу Шато Вуд у битві за Іпр. 1917

З вересня до листопада 1917 року 1-й корпус АНЗАК брав участь у бойових діях поблизу бельгійського Іпра, коли союзні війська намагалися опанувати плато Желюве (англ. Gheluvelt plateau). Комплексно бойові дії в цей період отримали назву третя битва за Іпр. 20 вересня 1917 р. війська корпусу перейшли в наступ й ціною 5 000 жертв захопили визначений рубіж. 26 вересня 4-та та 5-та австралійські дивізії атакували та захопили ліс Полігон, а 4 жовтня здобули наступну перемогу, відбивши у німецьких військ 4-ї армії височину Брудсенде у східній частини плато. Під час битви, де взяло участь чотири дивізії, укомплектовані австралійськими солдатами та офіцерами, корпус зійшовся у зустрічному бою з німецькими частинами, що намагалися вибити союзників з зверхніх висот. У запеклому бойовищі армії зійшлися стінка на стінку, проте завдяки влучній стрільбі британської артилерії, союзникам вдалося переломити хід битви на свою користь та розгромити ворога. Німці відступили.
Натхненні успіхом, британські війська спробували 9 жовтня продовжити наступ на Поелькаппелле, а 12 жовтня на Пашендейле, попри затяжному дощу, який йшов безперервно. Однак, обидва наступи були приречені на провал; втративши колосальну кількість особового складу, союзна армія нарешті 14 листопада припинила свої спроби прорватися далі вглиб німецької оборони. Втрати австралійців за 8 тижнів боїв навколо Іпра становили 38 000 військовиків.

#### Весняний наступ та 100-денний контрнаступ
21 березня 1918 року, після розгрому Східного фронту та початку Громадянської війни в Росії, кайзерівська Німеччина визволила колосальну чисельність своїх військ й, зосередивши їх на Західному фронті, розпочала наймасштабніший наступ. На ділянці прориву завширшки 110 км було зосереджено 63 дивізії. Під надпотужним ударом, союзні війська почали відкочуватися назад.
Протягом п'яти місяців тривали запеклі бої, німецька озброєна навала поступово прогризала оборону союзників й рушила вперед до Парижу та центру Франції. Німецькій імперській армії вдалося захопити величезні простори французької землі, її війська підійшли на відстань 80 км до столиці країни, вже здавалося, що Німецький рейх може перемогти у цій війні та побороти союзні армії. Антанта шалено протистояла, кидаючи в бій усі наявні сили та резерви. Усі п'ять австралійських дивізій брали найактивнішу участь в оборонних діях, силкуючись зупинити противника. Вони билися біля Віллер-Бретонне, Морланкур, лісі Хангар, Азебрук та Амель.
У боях при Амелі, австралійська армія здобула чималої перемоги, грамотно спланована операція із хрестоматійним зразком чітко організованої взаємодії між різними родами військ увінчалася помітним успіхом. Австралійське командування розписало, як по нотах, дії військової авіації, артилерії, бронетанкових військ з атакою піхоти, та протягом 93 хвилин розгромили противника й захопили Амель. Під час бою був захоплений значний плацдарм, узято в полон 1 600 німецьких солдатів, захоплені 200 кулеметів, облогові мортири та протитанкова зброя. Австралійці втратили 1 062 військовика.
З середини липня 1918 року, союзним військам нарешті вдалося уповільнити наступ німецької імперської армії, виснажені війська Вільгельма ІІ поступово переходили до оборони, займаючи вигідні рубежі та висоти. Австралійські підрозділи вели активну протидію, намагаючись зірвати плани ворога міцно закріпитися на вигідних для нього позиціях та постійно турбуючи його короткими контратаками й рейдами. Скориставшись паузою, що утворилася в наступальних діях німецьких військ, армії Антанти незабаром перейшли у загальний наступ, знаний як 100-денний наступ, котрий нарешті привів війну до її кінця.
8 серпня 1918 року, 20 союзних дивізій, серед яких було 4 австралійські, завдали потужного удару поблизу Ам'єну на Соммі. 4-та та 5-та, а згодом 2-га та 3-тя австралійські дивізії разом з іншим з'єднаннями союзників визволили значну частину території Франції, раніше захоплену німцями. Контрудар виявився настільки успішним, що генерал Е.Людендорф пізніше назвав його «чорним днем» німецької армії.
До кінця війни австралійські з'єднання стиналися у другій битві на Соммі, в боях за Ліон, Етінам, Пруаяр, Шуїнь, гору Мон Сен-Квентін й у останньому бою на Західному фронті, де бився Австралійський корпус — поблизу Монбреен 5 жовтня 1918 року. Бої були надзвичайно напруженими та кривавими, частини зазнавали колосальних втрат у бойових сутичках з німцями. А через те, що Австралія так й не ввела загальний військовий обов'язок, у боях, у переважній більшості, гинули ветерани армії, що прийшли добровільно до лав збройних сил, ще у 1914 році.

### Інші театри війни
Наприкінці війни значні компоненти австралійських військ перебували на різних театрах війни: 92 000 солдатів було у Франції, 60 000 — на Британських островах, 17 000 — в Палестині, Єгипті та в Сирії. Незначні формування були також в інших регіонах. Так, 1-й австралійський ескадрон бездротового зв'язку бився пліч-о-пліч з британцями в Месопотамській кампанії. Близько 20 австралійських офіцерів служили під проводом британського генерал-майора Л.Данстервілля на Кавказькому фронті у зведеному підрозділі після розвалу Російської імперії та колапсу лінії фронту між турками та росіянами, намагаючись стримати ворожий наступ вглиб Кавказу. Також австралійські військові служили в Індії та грецьких Салоніках.

## Австралійський повітряний корпус
Напередодні світової війни, у березні 1914 року був утворений Австралійський повітряний корпус, який з початком конфлікту був відправлений для участі у боях за Німецьку Нову Гвінею, однак через швидке завершення конфлікту літак B.E.2, що прибув у складі Австралійського військово-морського і армійського експедиційного корпусу, участі у бойових діях взяти не встиг. Літаки корпусу прибули на Близький Схід наприкінці травня 1915 року, а перший бойовий виліт австралійського бойового літака стався 27 травня 1915 року у Месопотамії під час тутешніх боїв з метою повітряної підтримки Індійської армії, котра билася в Іраку. Австралійська авіація була представлена французькими літаками Caudron G.3, Maurice Farman Longhorn та британськими Martinsyde, що діяли переважно, як розвідувальна авіація протягом боїв, а згодом у ролі бомбардувальників.
Наприкінці 1915, Австралійський корпус сформував першу ескадрилью з штатом у 28 офіцерів та 195 солдатів й сержантів. На оснащенні, авіаційного підрозділу, котре діяло проти турецьких військ з аеродромів у Геліополісі, Палестині та Сирії, були британські B.E.2 і Martinsyde G.100. Основними завданнями 1-ї австралійської ескадрильї були розвідка, коректування артилерійського вогню, забезпечення зв'язку та бомбардування ворожих позицій. Часом австралійські пілоти вступали у повітряні сутички з німецькими асами у небі над османськими провінціями. 20 березня 1917 року, в одному з таких боїв, здійснив свій подвиг лейтенант Ф.Макнамара, котрий посадив на ворожій території свій літак та врятував збитого австралійського пілота, щойно збитого вогнем з землі турецькими солдатами. За мужність та сміливість, молодий льотчик, майбутній віце-маршал авіації Австралії, був удостоєний найвищої нагороди Британської імперії — Хреста Вікторії; він був першим та єдиним авіатором країни, що здобув цю почесну нагороду за час війни.

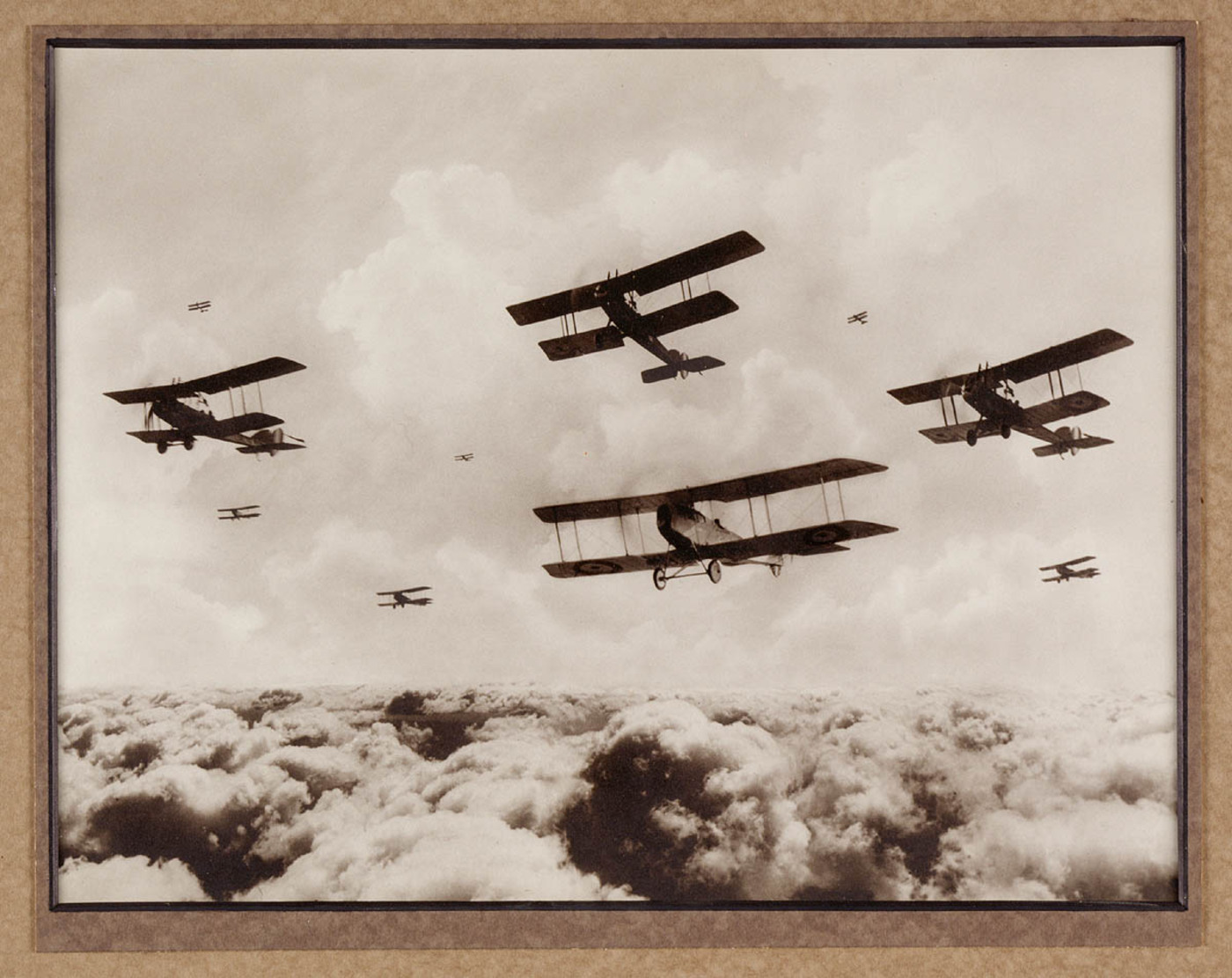
Австралійські бомбардувальники у бойовому порядку летять на бойове завдання. 1-й австралійський повітряний корпус. Палестина

У серпні-грудні 1917 року сформовані ще три австралійські ескадрильї, 2-га, 3-тя та 4-та, що билися у Франції. Австралійські аси билися у битвах біля Камбре, Пашендейле, забезпечуючи повітряне прикриття своїх військ. На озброєнні цих ескадрилей були винищувачі DH.5, Sopwith Camel, бомбардувальники та розвідники R.E.8. У березні 1918 р. 4-та ескадрилья стиналася у боях з найкращими німецькими асами той війни ескадри Манфреда фон Ріхтгофена, легендарного «Червоного барона». 29 жовтня 1918, в останні дні війни, 15 австралійських пілотів на Sopwith Snipe схопилися у французькому небі в одній з найбільших битв у війні з 60 німецькими Fokker D.VII й перемогли, збивши 10 винищувачів противника та пошкодивши ще декілька, при цьому самі втратили лише один літак.
Австралійський повітряний корпус, разом з новозеландськими та канадськими військово-повітряними підрозділами, брав участь у боях в Єгипті, Палестині та на Західному фронті протягом усієї війни. Наприкінці війни Австралія мала авіаційний компонент, що складався з 4 авіаційних ескадрилей, службу в них пройшло близько 460 офіцерів та 2234 солдатів й сержантів. 4-та ескадрилья стала однією з найуспішніших винищувальних ескадрилей у війні, записавши на свій рахунок 199 збитих літаків противника, 2-га — 185. Загалом втрати австралійських ВПС за час світового конфлікту склали 175 загиблих, 111 поранених, 6 отруєних газами й 40 таких, що потрапили у полон. На Західному фронті вони втратили 78 чоловік, 68 — поранених й 33 — військовополонених.
Австралійський повітряний корпус існував до лютого 1919 року, коли усі військові компоненти повернулися до дому, за винятком 4-ї ескадрильї, що взяла участь в окупації Німеччини у післявоєнний час й дислокувалася у Кельні. Згодом військова авіація Австралії була перейменована на Австралійський авіаційний корпус (англ. Australian Air Corps), й нарешті у 1921 отримала сучасну назву Королівські військово-повітряні сили Австралії.

## Королівський австралійський військово-морський флот
Напередодні Першої світової війни Королівський австралійський військово-морський флот мав у своєму складі лінійний крейсер «Австралія», легкі крейсери «Сідней», «Мельбурн» та «Брісбен», есмінці «Парраматта», «Ярра» та «Варрего», підводні човни AE1 й AE2. Ще три ескадрених міноносця перебували на різних стадіях будівництва.

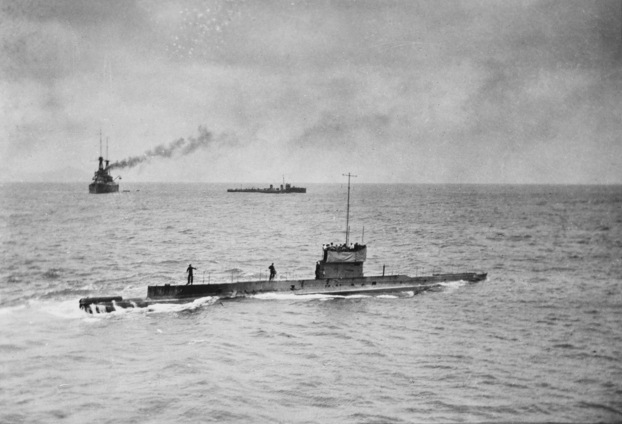
Підводний човен AE1 (на передньому плані), лінійний крейсер «Австралія» (ліворуч) та есмінець «Варрего» у точці рандеву поблизу острову Россел. 9 вересня 1914

Перша кампанія, в якій взяли участь австралійські ВМС було захоплення Німецької Нової Гвінеї силами Австралійського флотського і армійського експедиційного корпусу. До операції з висадки та підтримки експедиційних сил залучалися «Австралія», легкі крейсери «Сідней» і «Мельбурн», есмінець «Варрего», бронепалубний крейсер «Енкаунтер» й підводний човен AE1. Операція в цілому пройшла вдало, єдиною втратою флоту стало загадкове зникнення 14 вересня 1914 року підводного човна AE1 на якому був екіпаж з 3 офіцерів й 32 матросів.
Першою перемогою на морі став бій між австралійським крейсером «Сідней» та німецьким рейдером — крейсером «Емден» поблизу Кокосових островів в Індійському океані 9 листопада 1914 року. У сутичці загинуло 4 австралійських моряка, ще 12 дісталися поранень.
У 1915 році австралійський флот залучався до забезпечення та прикриття висадки морського десанту на півострів Галліполі. Підводний човен AE2 вдало проривався крізь турецьку блокаду в Дарданеллах, полюючи за їхніми кораблями й суднами, проте 30 квітня 1915 у наслідок ураження торпедою з турецького есмінця «Султанхізар» викинувся на берег, а його екіпаж узяли в полон.
Того ж року, австралійські крейсери «Сідней» та «Мельбурн» з бойовими кораблями британської Північноамериканської та Західно-Індійської ескадри залучалися до патрулювання північної частини Атлантичного океану та перевірки німецьких суден, що виявилися на початок війни у портах нейтральних країн Америки. У вересні 1916 обидва бойових корабля передислокували до Північного моря, де вже діяв лінійний крейсер «Австралія», з метою посилення морської блокади Німеччини та блокування найзагрозливішого противника — кайзерівського Флоту відкритого моря. Одночасно, частка австралійських ВМС продовжувала патрулювання у Тихому та Індійському океанах, де на той час рейдували 74 німецьких корабля.
У травні 1917 британський уряд звернувся до австралійського керівництва з проханням стосовно посилення сумісних зусиль у боротьбі з німецькими підводними човнами, що розв'язали необмежену підводну війну на торгових шляхах у світовому океані. Командування флоту направило до Адріатичного моря оперативну групу ВМС, що включало до свого складу 6 есмінців для ведення протичовнової боротьби в цьому регіоні. Австралійська флотилія базувалася на Бриндізі й забезпечувала Заслін Отранто.

## Австралійський домашній фронт

### Захист Батьківщини
Основний кістяк збройних сил країни практично із самого початку війни бився на фронтах світового конфлікту, незначна їх частка лишалася на континенті для виконання завдань охорони та оборони найважливіших об'єктів, вузлів комунікацій та виконання різнорідних завдань оборони держави. Частина цих військових формувань належала воєнізованій міліції, регулярних частин була незначна кількість.
З початком мобілізації піхотні батальйони міліції виконували задачі охорони інфраструктури, виробничих потужностей, пов'язаних із військово-промисловим комплексом, як-то арсеналів, складів, сховищ, транспортних та перевалочних центрів тощо. 500 міліціонерів направили на острів Терсді для забезпечення берегової оборони важливого острову через велику загрозу висадки німецьких військ. По всьому материку добровольчі загони, невеликі військові підрозділи та міліція здійснювала охорону берегової смуги у найнебезпечніших місцях та утворювала своєрідний резерв регулярним військам, де одночасно провадилася підготовка знов прибулого поповнення та нових частин.
Наприкінці 1914, коли загальна ситуація у прилеглій до Австралії зоні значно полегшилася, у першу чергу через захоплення Нової Гвінеї та перемогу у бою біля Кокосових островів, було вирішене послабити контроль та оборонні заходи по всьому австралійському узбережжю та залишити для задач берегової оборони незначні гарнізони й тільки на найзагрозливішіх напрямках і в морських портах та базах ВМС. Навіть таки спрощені заходи потребували чималої чисельності військових та воєнізованих охоронців для мінімального захисту об'єктів.
Поступово військові дії по усіх фронтах переходили у затяжну криваву бійню, яка потребувала усе більше резервів та поповнення. Найбажанішими були військові спеціальності артилеристів та інженерів, котрих готували на континенті, а потім відправляли за океан на передову для посилення австралійських та британських частин.
За станом на червень 1918 р. на території країни в лавах збройних формувань перебувало 9 125 військовиків, зокрема 2 476 служили в регулярних частинах.

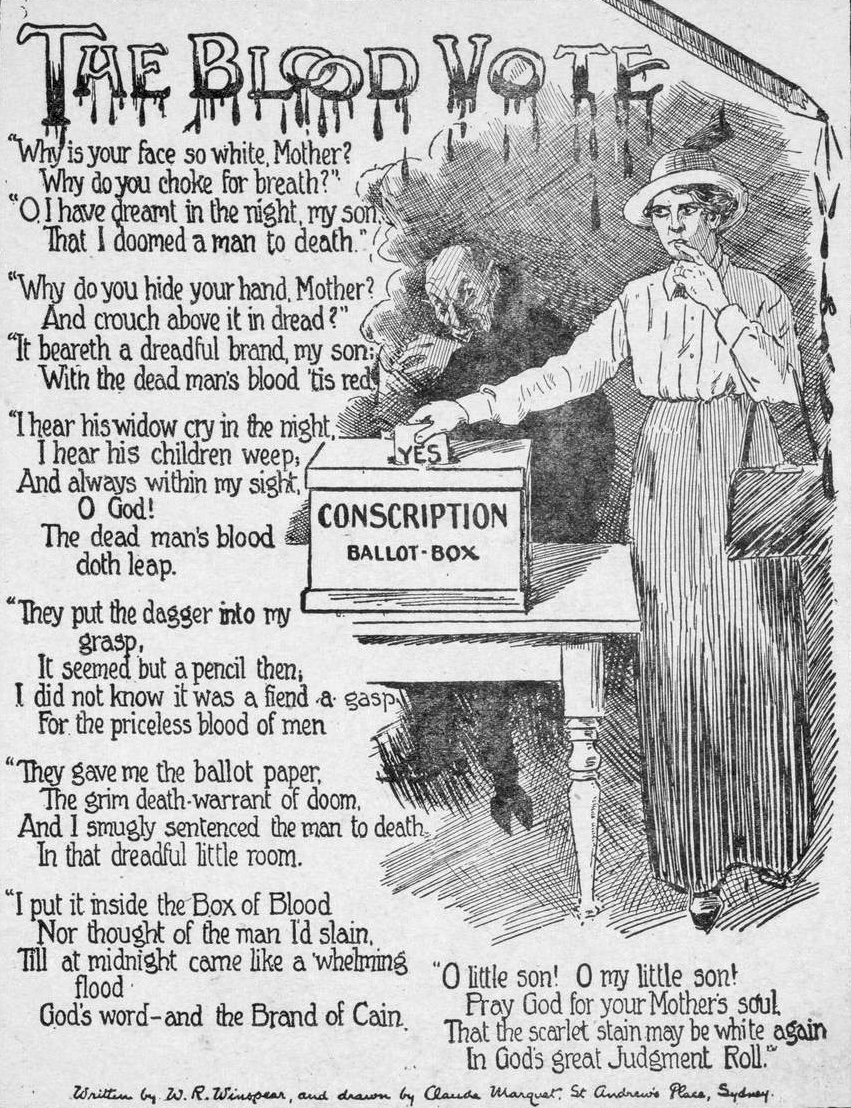
Австралійський плакат з поемою, що закликала голосувальників проти введення в країні загального військового обов'язку напередодні плебісциту 1917 року

Характерною рисою австралійських збройних сил був беззаперечний факт, що усі бойові та допоміжні частини формувалися лише за рахунок добровольців, у країні не було закону про загальний військовий обов'язок, хоча спори тривали, а спроби ввести такий законодавчий акт здійснювалися неодноразово. Бойовища Першої світової пожинали усе більше жертв, формування випробували значний брак у живій силі, й спори відносно введення призову лунали все частіше. На 1916 рік Австралія практично вичерпала усі свої дієві людські резерви, однак громадська думка категорично відкидала вимоги щодо прийняття такого законопроєкту. Австралійці вважали, що ситуація на фронтах не настільки жахлива, щоб кидати у битви свою молодь. 28 жовтня 1916 був проведений плебісцит з цього питання на якому населення домініону з невеличкою перевагою у 51 % відмовилося від прийняття закону про загальну військову службу.
Однак, на тлі запеклих та коштовних битв Західного фронту, ситуація з комплектуванням австралійських частин стала доволі загрозливою. Другу спробу провести плебісцит було влаштовано 20 грудня 1917 року. Цього часу перевага противників призову була навіть більш вражаючою, вони взяли гору з результатом у 94 152 голоси. Таке волевиявлення австралійського народу поставило крапку в подальших спорах стосовно загального набору молодих чоловіків до армії, водночас, війська на фронті були реорганізовані та скорочені, а 6-та дивізія, яку планувалося розгорнути, так й не була сформована, її особовий склад пішов на доукомплектування інших п'яти піхотних дивізій сухопутних військ Австралії. Надходження поповнення практично припинилося, австралійські частини скорочувалися, батальйони зменшували свою чисельність, деякі просто розформовувалися.
Глобальний характер війни, що розв'язалася, змусив австралійський уряд та громаду вжити низку заходів, котрі тимчасово обмежували їх свободу. Основним юридичним документом став «Військовий Акт застереження 1914 року» (англ. War Precautions Act 1914), що був прийнятий у жовтні того року. Цим актом австралійський уряд наділявся розширеними правами та повноваженнями на період війни та ще на 6 місяців після її завершення. Головними положеннями цього закону стали правила, котрі регулювали порядок оподаткування та збір пожертвувань і зборів на воєнний час, фіксовані ціні на деякі товари першої необхідності, заборону торгівлі з ворожими країнами, порядок інтернування певних верст населення, що вважалися небезпечними у цей період, про обов'язкове придбання стратегічних товарів та матеріалів, цензуру у засобах масової інформації тощо.
На початок війни на території Австралії проживало близько 35 000 чоловік, що мали німецьке або австро-угорське походження та в більшості своєї підтримували зв'язки з родичами на їх прабатьківщині. Звісно, багато австралійців з німецької та австрійської діаспор пішли служити добровольцями на фронт й чесно виконували свій військовий обов'язок. Водночас, Військовим Актом визначалося створення тимчасових таборів для інтернованих осіб, й насамперед туди потрапили люди за національною ознакою. За офіційними даними до таборів запроторили 4500 чоловік відповідно до положень Акту, серед яких було 700 осіб натуралізованими австралійцями та ще 79 — що народилися вже в Австралії. Загалом за час війни з країни було депортовано 6150 чоловік.
Основні положення Акту діяли ще у післявоєнний час, що призвело до вибуху соціального та громадського незадоволення й навіть протестів наприкінці 1918 та у 1919 р. Найвідоміший з таких розрухів, «Повстання червоних прапорів», трапився у Брисбені 24 березня 1919, коли декілька тисяч колишніх військових Австралійського флотського і армійського експедиційного корпусу, що повернулися з фронту, влаштували низку протестів.

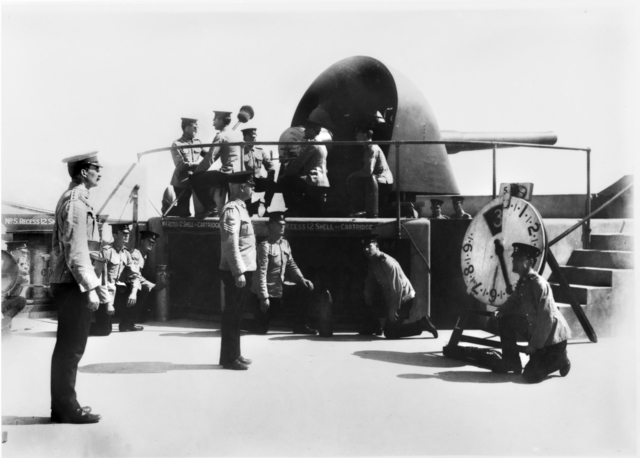
Австралійська 6-дюймова гармата у, що зробила перший постріл у війні, коли німецьке торговельне судно намагалось втекти з порту Філіп-Бей 5 серпня 1914 року

## Економіка
В переддень війни, економіка Австралії не відрізнялася значними промисловими потужностями, виробнича інфраструктура була незначно розвинута та мала яскраво виражений агрокультурний характер зі значною долею виробництва спрямованого на експорт сировини, в той час, як більшість промислових продуктів імпортувалася з-за кордону.
Нестабільність зовнішньої торгівлі на фоні світового конфлікту призвела до різкого зростання безробіття, буквально через пару днів після проголошення війни тільки з підприємств Нового Південного Уельсу британські компанії звільнили 15 000 працівників через побоювання доступності іноземних ринків для австралійської продукції.
Однак, такий курс, пов'язаний з ризиками на зовнішньому економічному ринку був недовгим, принаймні на початку, доки британський уряд на надав гарантії продовження торгівлі всередині Співдружності та започаткування програми страхування від військових ризиків для перевезення морем. Незабаром британський уряд запросив австралійський запровадити певні обмеження на зовнішню торгівлю, з тим щоб забезпечити власні економіки ресурсами, життєво необхідними для військових зусиль і обмежити здатність Центральних держав отримати такі товари з країн Співдружності за допомогою третьої нейтральної Сторони. Певною мірою ці обмеження вплинули на спроможності австралійських виробників знайти покупців на свою продукцію, принаймні спочатку, проте, у багатьох випадках британська влада винайшла шляхи, як викупити ці товари, й таким чином, пом'якшити австралійську заклопотаність з приводу значного зниження рівня життя. Цей компроміс виявився особливо корисним для виробників вовни і пшениці, коли британський уряд узяв на себе зобов'язання купляти австралійські товари, хоча складності з доставкою їх за адресою морем, означав, що деколи не було аніяких гарантій, що вони коли-небудь отримають замовлене.
Водночас, у цілому австралійська торгівля зазнала значного росту у зв'язку з війною, хоча видатки на неї були надзвичайно високими і австралійському уряду довелося займати значні кредити з-за кордону для фінансування військових зусиль. У вартісному відношенні, австралійський експорт зріс майже на 45 відсотків, у той час, як число австралійців, зайнятих в обробній промисловості збільшилося на 11 відсотків. Це було пов'язане значною мірою зі зниженням здатності традиційних джерел виробництва продовжувати поставлення до Австралії виробленої продукції, що, у свою чергу, стимулювало розвиток власної австралійської промисловості. Через війну та запроваджені ембарго й брак засобів перевезення, й відповідно нездатність традиційних постачальників доставляти промислові товари колишнім замовникам, підраховано, що щонайменше 400 нових видів продукції почало вироблятися австралійськими підприємствами за час війни, які стимулювали зростання та диверсифікацію економіки країни. Трансформація економіки Австралії в результаті світової війни не була настільки значною, як це сталося вже у роки Другої світової війни, разом з цим, це дало значний поштовх розширенню власної сталеливарної промисловості, що заклало фундамент для майбутньої індустріалізації Австралії.
Попри це збільшення внутрішньої обробної промисловості залишався значний дефіцит у багатьох галузях. Частково це було пов'язано з пріоритетом виробництва продукції військового характеру, однак, існував значний дефіцит сировини та інших компоненти, необхідних для виробництва. Це було пов'язано, як з відсутністю регулярного судноплавства зі Сполученого Королівства, а також певними торговельними обмеженнями, що накладалися на потік таких товарів з Великої Британії у зв'язку з їхніми власними підвищеними вимогами. Результатом цього стала інфляція. Внутрішні ціни пішли вгору, в той час як вартість експорту навмисно підтримувалася нижче ринкової вартості з метою запобігання подальших інфляційних тисків у всьому світі. В результаті вартість життя для багатьох середніх австралійців значно зросла.
Неминучим наслідком цього стало зростання профспілкового руху в роки війни, в Австралії значно збільшилася чисельність усілякого роду союзів та профспілок. Попри значному зростанню вартості основних товарів споживання, австралійський уряд прагнув підтримувати заробітну плату на відповідному рівні. Хоча середня тижнева заробітна плата під час війни збільшилася на 8-12 відсотків, це не було достатньо, щоб йти в ногу з інфляцією, і як наслідок спостерігалося суттєве зростання невдоволення серед робітників й протестів на цьому підґрунті. Ні усі ці суперечки виникли через економічні чинники, і справді в якійсь частині вони були результатом насильницької опозиції до питання призову, проти якого виступали більшість профспілкових рухів. Проте, результат був дуже руйнівним, і вважається, що між 1914 і 1918 роками в Австралії мали місце 1 945 промислових суперечок, внаслідок чого 8 533 061 робочих днів було втрачено і £ 4 785 607 збитків зазнано у заробітній платні.
В цілому, війна дуже негативно вплинула на економіку Австралії. Сукупний валовий внутрішній продукт скоротився на 9,5 відсотків у період з 1914 до 1920 рік, у той час, як мобілізація персоналу призвела до зниження зайнятості цивільного населення на 6 відсотків. Й хоча зростання населення продовжувалося протягом війни, це було лише половина від довоєнної статистики. Доходи на душу населення також різко знизилися, досягши 16 відсотків.

## Післявоєнний час
Після завершення військових дій в Європі австралійський уряд відмовився брати участь у виділенні військового компоненту для окупаційних функцій в Німеччині та розпочав перекидання своїх військовиків додому. Усього до Австралії поверталося 167 000 солдатів з Франції, Британії та Єгипту. Для їх поступової адаптації урядові структури провадили систему заходів, що мала полегшити повернення громадян-учасників боїв до мирного життя, зокрема у базових таборах в Європі та на Близькому Сході була організована систематизована програма освіти військовиків шляхом проведення курсів навчання та вивчення цивільних спеціальностей. Й хоча результат не був настільки вражаючим, як очікувалося, багато тисяч австралійців повернулися додому, маючи власну фахову підготовку та надію знайти роботу за цією спеціальністю.
Водночас, деякі з австралійських військовиків не поспішали назад до Батьківщини, а обрали інший варіант; чимало приєдналося до британської армії й незабаром відбув до північної Росії, де узяв участь у подіях Громадянської війни. Австралійські бойові кораблі «Парраматта», «Ярра», «Свон» і «Торренс» служили на Чорному морі за тих самих часів й брали участь у бойових діях на морі. У Єгипті на початку 1919 року австралійські кінні підрозділи залучалися до придушення національно-повстанського руху, що розгорнувся на теренах країни у післявоєнний час.
Тим часом, процес повернення австралійських військ додому тривав і вже на вересень 1919 року тільки 10 000 солдатів лишалося чекати чергового відправлення до Австралії з території Британських островів. Нарешті 23 грудня 1919 року останній транспорт з австралійськими вояками відійшов з англійського порту й на початку 1920 прибули до континенту. Через рік, 1 квітня 1921 року Перші Австралійські імперські сили були офіційно розпущені.

## Статистика
За час Першої світової війни 421 809 австралійських громадян пройшли службу в лавах збройних сил країни, 331 781 з них проходили військову службу за кордоном. Більше за 60 000 австралійців загинуло і 137 000 дісталися поранень. З урахуванням загального співвідношення числа тих, що билися й хто постраждав, австралійські війська мали один з найгірших показників у кількості втрат серед усіх армій Британської імперії.
Загальна вартість війни коштувала Австралії 188 480 000 британських фунтів.